# Lyprocorrhe anceps
Lyprocorrhe anceps är en skalbaggsart som först beskrevs av Wilhelm Ferdinand Erichson 1837.  Lyprocorrhe anceps ingår i släktet Lyprocorrhe, och familjen kortvingar. Arten är reproducerande i Sverige.